# 9356 Elineke
9356 Elineke eller 1991 YV är en asteroid i huvudbältet som upptäcktes den 30 december 1991 av den belgiske astronomen Eric W. Elst vid Haute-Provence-observatoriet. Den är uppkallad efter en släkting till upptäckaren Eline Deneweth.
Asteroiden har en diameter på ungefär 8 kilometer och den tillhör asteroidgruppen Eunomia.